# FGM-148 Javelin
FGM-148 Javelin er et amerikansk panserværnsmissil, som har erstattet den tidligere M47 Dragon i USAs forsvar. Systemet benytter "fire-and-forget"-princippet, hvor missilet ledes til målet ved hjælp af infrarød søgning, hvilket giver operatøren mulighed for at forlade affyringsstedet umiddelbart efter affyringen i modsætning til ældre wire-styrede systemer, hvor operatøren aktivt skal styre missilet hele vejen mod målet. FGM-148 består af et affyringsmodul (CLU - "command launch unit") og udskiftelige rør, hvori missilet er placeret.
Javelin-missilet affyres med en "blød start", hvor missilet skydes ud af røret med en ladning uden nogen væsentlig flamme bagud, hvilket er en stor risiko ved ældre systemer som RPG-7 eller Carl Gustav RFK). Efter at være skudt ud af røret starter hovedmotoren, der driver missilet mod målet. Missilets bane bestemmes af operatørens CLU. Der kan vælges en direkte bane eller en bane, hvor missilet flyver i en krum bane og rammer målet ovenfra. Sidstnævnte er en effektiv måde til nedkæmpelse af kampvogne, der ofte er pansret kraftigt på siderne, men mindre effektivt på toppen.
Udviklingen af våbensystemet blev iværksat af den amerikanske hær i 1980'erne, og et konsortium bestående af Ford Aerospace, Hughes Aircraft Missile System Group og Texas Instruments påbegyndte i 1986 udviklingen af systemet. I 1989 overgik programmet i sin slutfase til et konsortium bestående af Martin Marietta (i dag Raytheon og Lockheed Martin). En begrænset produktion blev sat i gang i 1994, og de første enheder blev leveret til den amerikanske hær i 1996.
Pr. 2019 er Javelin benyttet i kamp mere end 5.000 gange. Javelin anvendes af de ukrainske styrker under Ruslands invasion af Ukraine 2022.